# Biskupi Lyonu
Biskupi i arcybiskupi Lyonu, metropolici Lyonu, prymasi Galii – rzymskokatoliccy biskupi ordynariusze Lyonu we Francji.
Diecezja została erygowano w II wieku; w III wieku podniesiona do godności archidiecezji. W 1078 lub 1079 papież Grzegorz VII nadał arcybiskupowi lyońskiemu, św. Jubinowi, i jego następcom tytuł prymasa Galii.
Arcybiskupi lyońscy określani są również prymasami Francji, mimo że istnieje w tym kraju także tytuł prymasa Normandii używany przez arcybiskupów Rouen oraz prymasa Akwitanii przysługujący arcybiskupom Bordeaux. Oba tytuły prymasowskie są równe, choć to arcybiskupi Lyonu pełnili ważniejsze funkcje.

## Biskupi i arcybiskupi Lyonu

### Biskupi i arcybiskupi Lyonu
- św. Fotyn (Potyn) (ok. 150 – 177)
- św. Ireneusz z Lyonu (177 – 202)
- Zachariasz (?)
- Hélius (?)

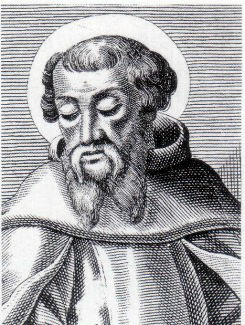
św. Ireneusz z Lyonu

- św. Faustyn (w 254 wspominany w liście św. Cypriana z Kartaginy do papieża Stefana I)
- Lucius Verus (?)
- Jules (?)
- Ptolémée (?)
- Vocius (w 314 uczestniczył w Synodzie w Arles potępiając donatystów)
- Maxime (?)
- Tétrade (?)
- Virisime (?)
- św. Just (ok. 374 – 381)
- św. Albin (?)
- Martin (?)
- św. Antiochus (?)
- św. Elpidius (?)
- św. Sicaire (?)
- św. Viventiole I (?)
- św. Eucheriusz (435 – 450)
- św. Patient (451 – 491)
- św. Lupicin (492 – 493)
- św. Rustique (494)
- św. Étienne (ok. 500)
- św. Viventiole II (ok. 516 – ?)
- św. Loup (538 – ?)
- Léonce (542 – 544)
- św. Sacerdos, Sardot (545 – 551)
- Aurélien (?)
- Św. Nicecjusz (552 – 573)
- św. Prisque (573 – 585)
- św. Eteriusz, Aetherius lub Ethère (586 – 602)
- Secundinus (602 – 603)
- Aridius (603 – 611)
- Théodoric (625)
- Ganderic (643)
- św. Viventiole III (645)
- św. Ennemond (650)
- św. Genis (678)
- św. Lambert (681 – 690)
- Godvuin (693 – 715)
- Foucaud (717 – 744)
- Madalbert (754 – 767)
- Adon (768 – 798)
- Leidrad z Lyonu (799 – 813)
- Agobard (814 – 840)
- Amolon (840 – 852)
- św. Rémy I (852 – 875)
- Aurélien (875 – 895)
- Alwala (895 – 904)
- Bernard (ok. 905)
- Auxterives (906 – 915)
- Rémy II (ok. 920)
- Anscheric (926)
- Guy I (928 – 948)
- Burchard I (949 – 956)
- Amblard de Thiers (956 – 978)
- Burchard II (979 – 1031)
- Odolric (ok. 1040)
- Halinard (1046 – 1050)
- Philippe I (ok. 1050)
- Geoffroy de Vergy (ok. 1063 – 1065)
- Humbert I (1065 – 1076)

### Arcybiskupi Lyonu, prymasi Galii
- św. Jubin (1077 – 1085)
- Hugues de Bourgogne (1085 – 7 października 1106)
- Gaucerando (1110 – 1118)
- Humbaud (1118 – 1128)
- Renaud de Semur (1128 – 1129)
- Pierre I (1131 – 1139)
- Foulque (1139 – 1141)
- Amédée I (1142 – 1147)
- Humbert II de Bâgé (1148 – 1152 zrezygnował)
- Héraclius de Montboissier (1153 – 1163)
- Dreux (1163 – 1165 obalony)
- Guichard (1165 – 27 września 1181)
- Jean I de Bellesmes (1181 – 1193)
- Renaud II de Forez (1193 – 22 października 1226)
- Robert d'Auvergne (1227 – 1233)
- Raoul de Pinis ou de La Roche-Aymon (1235 – 1236)
- Aimeric de Rives (1236 – 1246)
- Filip I Sabaudzki (1246 – 1267 zrezygnował)
- Pierre de Tarentaise (1272 – 1273) mianowany kardynałem biskupem Ostii i Velletri, oraz Wielkim Penitencjariuszem; 21 stycznia 1276 wybrany Papieżem Papież Innocenty V, w latach 1272–1273 arcybiskup Lyonu
- Aymar de Roussillon (1274 – 1282)

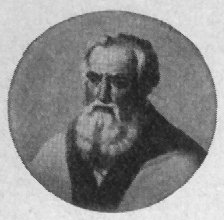
Papież Innocenty V, w latach 1272–1273 arcybiskup Lyonu

- Raoul II de La Tourette (1284 – 1287)
- Pierre III d'Aoste (1287)
- Bérard de Got (23 lipca 1289 – 18 września 1294) mianowany kardynałem biskupem Albano
- Henri I de Villars (1296 – 1301)
- Louis de Villars (1301 – 4 lipca 1306)

1307 – przyłączenie Lyonu do Francji
- Pierre IV de Savoie (1308 – 1332)
- Guillaume I de Sure (1333 – 1340)
- Guy de Boulogne (11 października 1340 – 20 września 1342 zrezygnował) mianowany legatem papieskim i kardynałem
- Henri II de Villars (1342 – 1354)
- Raymond Saquet (1356 – 1358)
- Guillaume II de Thurey (1358 – 12 maja 1365)
- Charles I d'Alençon (13 lipca 1365 – 5 lipca 1375)
- Jean II de Talaru (1375 – 1389)
- Philippe III de Thurey (1389 – 28 listopada 1415)
- Amédée II de Talaru (1415 – 1444)
- Geoffroy II de Versaillera (1444 – 1446)
- Karol II de Burbon (7 listopada 1446 – 17 września 1488)
- Hugues II de Talaru (wybrany 20 września 1488 – nie przyjął urzędu)
- kard. André d’Espinay (1 października 1488 – 10 listopada 1500)
- François II de Rohan (1501 – 13 października 1536)
- kard. Jean III de Lorraine (20 lipca 1537 – 29 października 1539) (administrator apostolski)
- kard. Hippolyte d’Este (29 października 1539 – 11 maja 1551) (administrator apostolski)

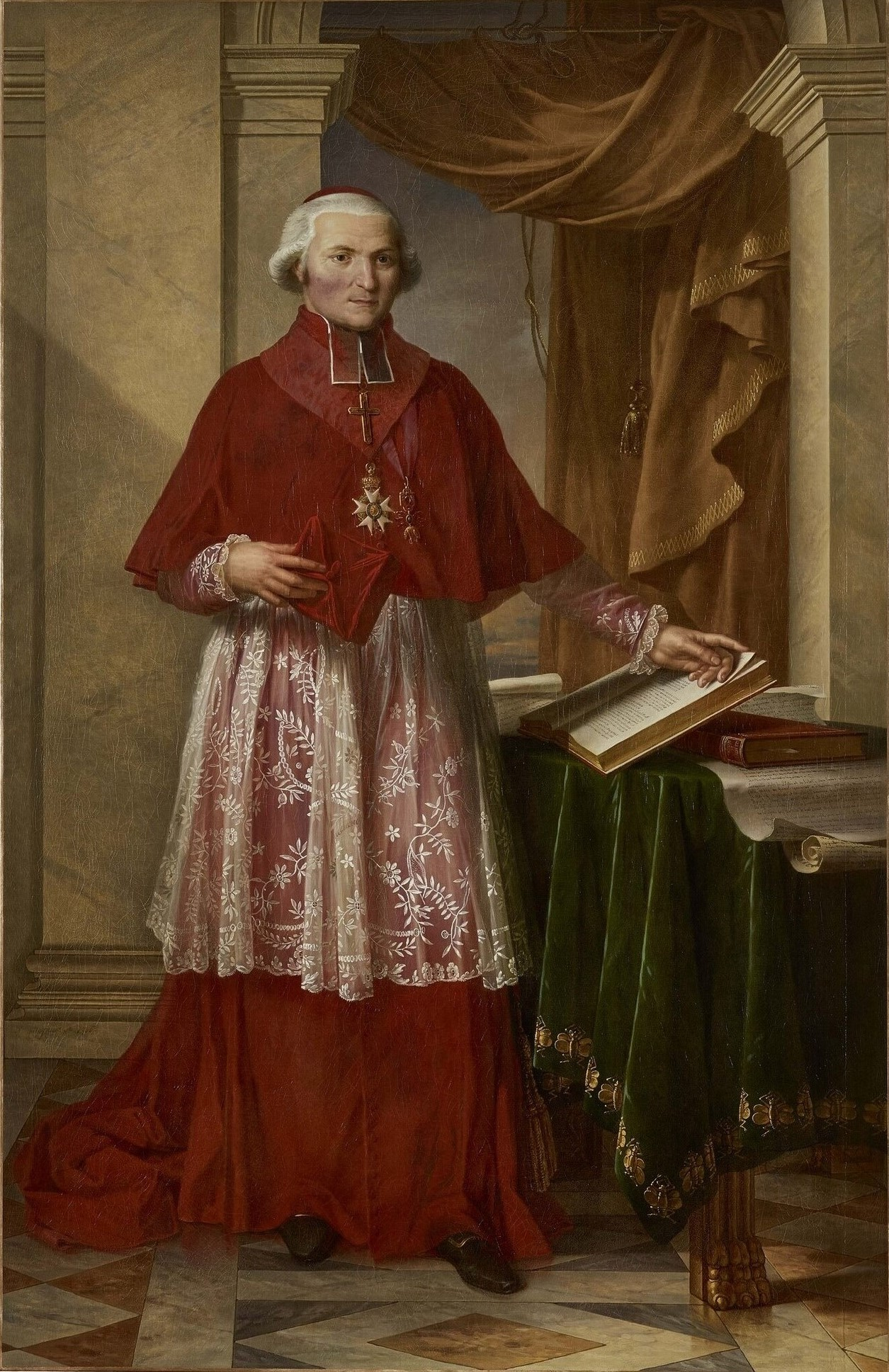
Joseph Fesch

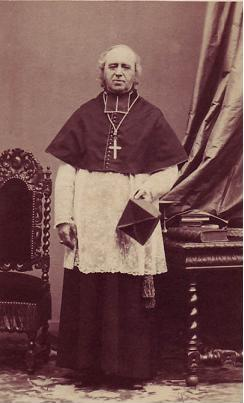
Louis Jacques Maurice de Bonald

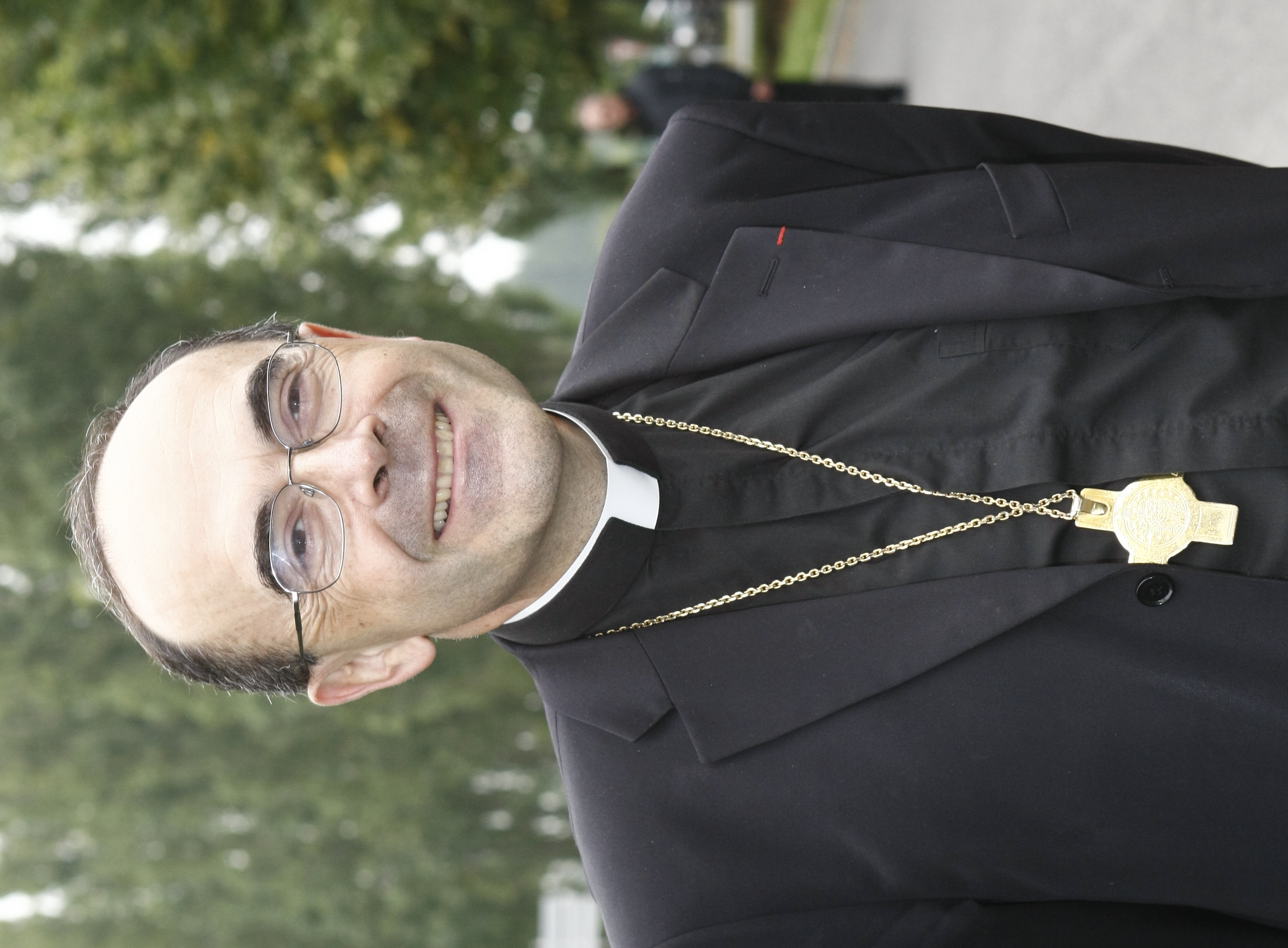
Philippe Barbarin

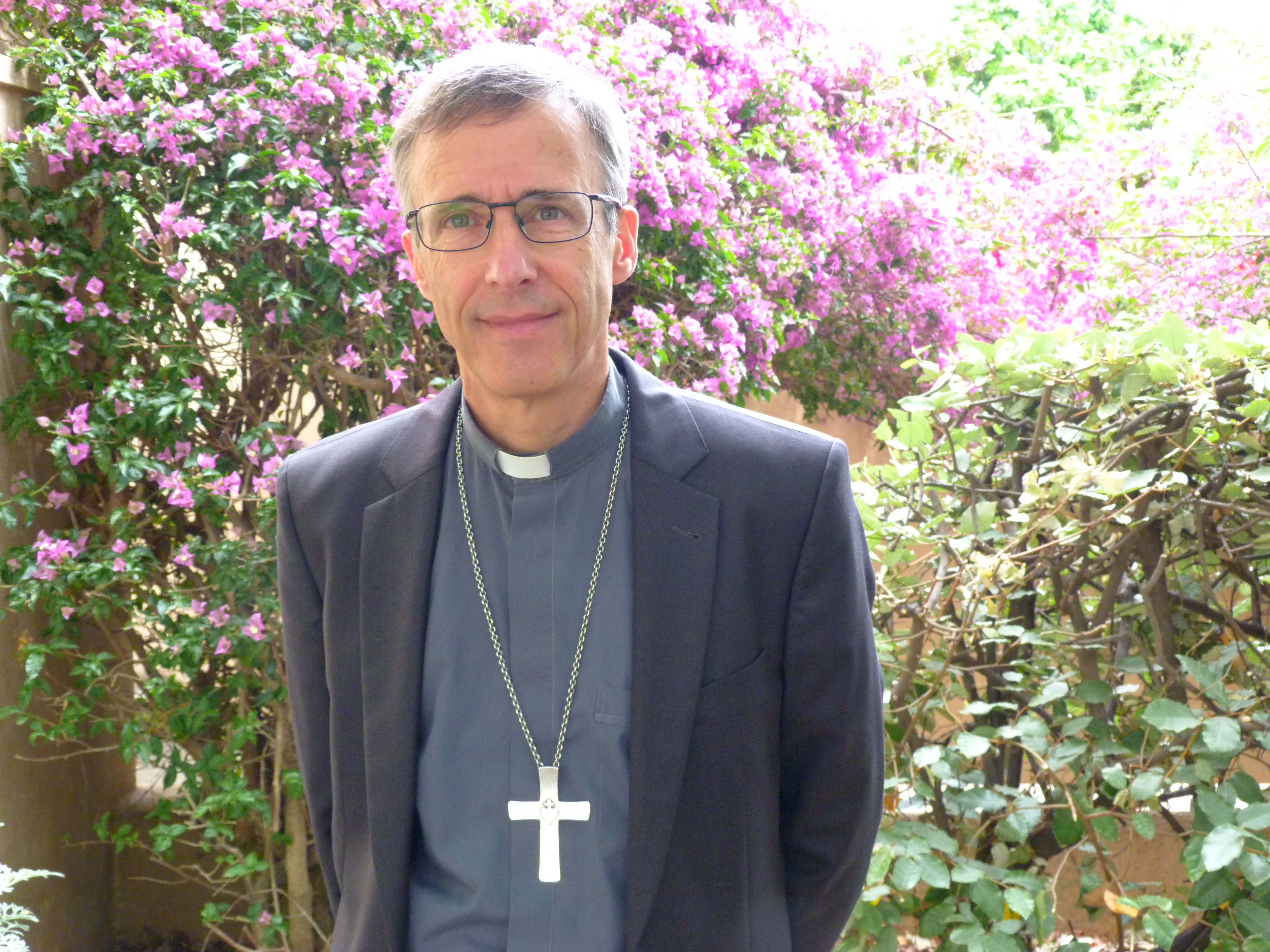
Olivier de Germay

- kard. François II de Tournon (11 maja 1551 – 22 kwietnia 1562)
- Antoine I d'Albon (1562 – 1573 zrezygnował)
- Pierre IV d'Épinac (1573 – 9 stycznia 1599)
- Albert de Bellièvre (1599 – 1604 zrezygnował)
- Claude de Bellièvre (1604 – 19 kwietnia 1612)
- Denis-Simon de Marguemont (5 listopada 1612 – 16 września 1626)
- Charles Miron (2 grudnia 1626 – 8 sierpnia 1628)
- kard. Alphonse-Louis du Plessis de Richelieu (wrzesień 1628 – 23 marca 1653)
- Camille de Neufville de Villeroy (1653 – 3 lipca 1693)
- Claude de Saint-Georges (8 września 1693 – 8 czerwca 1714)
- François-Paul de Neufville de Villeroy (15 sierpnia 1714 – 6 lutego 1731)
- Charles François de Châteauneuf de Rochebonne (17 listopada 1731 – 21 marca 1739)
- kard. Pierre Guérin de Tencin (11 listopada 1740 – 2 marca 1758)
- Antoine de Malvin de Montazet (16 marca 1758 – 2 maja 1788)
- Yves-Alexandre de Marbeuf (12 maja 1788 – 15 kwietnia 1799)[1]
- kard. Joseph Fesch (29 lipca 1802 – 13 maja 1839)[2]
- kard. Joachim-Jean-Xavier d’Isoard (13 stycznia 1839 – 7 października 1839)
- kard. Louis Jacques Maurice de Bonald (4 grudnia 1839 – 25 lutego 1870)
- Jacques-Marie-Achille Ginoulhiac (2 marca 1870 – 17 listopada 1875)
- kard. Louis-Marie-Joseph-Eusèbe Caverot (20 kwietnia 1876 – 23 stycznia 1887)
- kard. Joseph-Alfred Foulon (23 marca 1887 – 23 stycznia 1893)
- kard. Pierre-Hector Coullié (Couillié) (14 czerwca 1893 – 11 września 1912)
- kard. Hector-Irénée Sévin (2 grudnia 1912 – 4 maja 1916)
- kard. Louis-Joseph Maurin (1 grudnia 1916 – 16 listopada 1936)
- kard. Pierre-Marie Gerlier (30 lipca 1937 – 17 stycznia 1965)
- kard. Jean-Marie Villot (17 stycznia 1965 – 7 kwietnia 1967) mianowany prefektem Kongregacji ds. Duchowieństwa
- kard. Alexandre-Charles-Albert-Joseph Renard (28 maja 1967 – 29 października 1981 przeszedł w stan spoczynku)
- kard. Albert Florent Augustin Decourtray (29 października 1981 – 16 września 1994)
- kard. Jean Marie Julien Balland (27 maja 1995 – 1 marca 1998)
- kard. Louis-Marie Billé (10 lipca 1998 – 12 marca 2002)
- kard. Philippe Xavier Ignace Barbarin (16 lipca 2002 – 6 marca 2020)
- Olivier Jacques Marie de Germay de Cirfontaine (od 22 października 2020)